# Batalha de Mendigorría
A Batalha de Mendigorría foi uma batalha da Primeira Guerra Carlista. Ela ocorreu em 16 de julho de 1835 a sul de Mendigorría, Navarra. Os Carlistas foram comandados por Vicente González Moreno, que assumiu este cargo depois da morte de Zumalacárregui na Cerco de Bilbau. O pretendente carlista Don Carlos também participou da batalha.
Quando os liberais atacaram, o Carlistas encontraram-se em uma difícil posição estratégica: eles tinham o rio Arga atrás deles e apenas uma forma de fuga de lado, a Ponte da Larraga.
O Flanco liberal esquerdo foi chefiada por Baldomero Espartero, e o flanco central por Luis Fernández de Córdova.
Os carlistas se defendiam ferozmente, mas foram obrigados a recuar. Don Carlos foi capaz de escapar graças aos esforços da defesa da ponte de Larraga comandada pelo brigadeiro carlista Bruno Villareal.
A batalha foi uma vitória dos Liberais, embora não avançassem e tirassem proveito da situação.

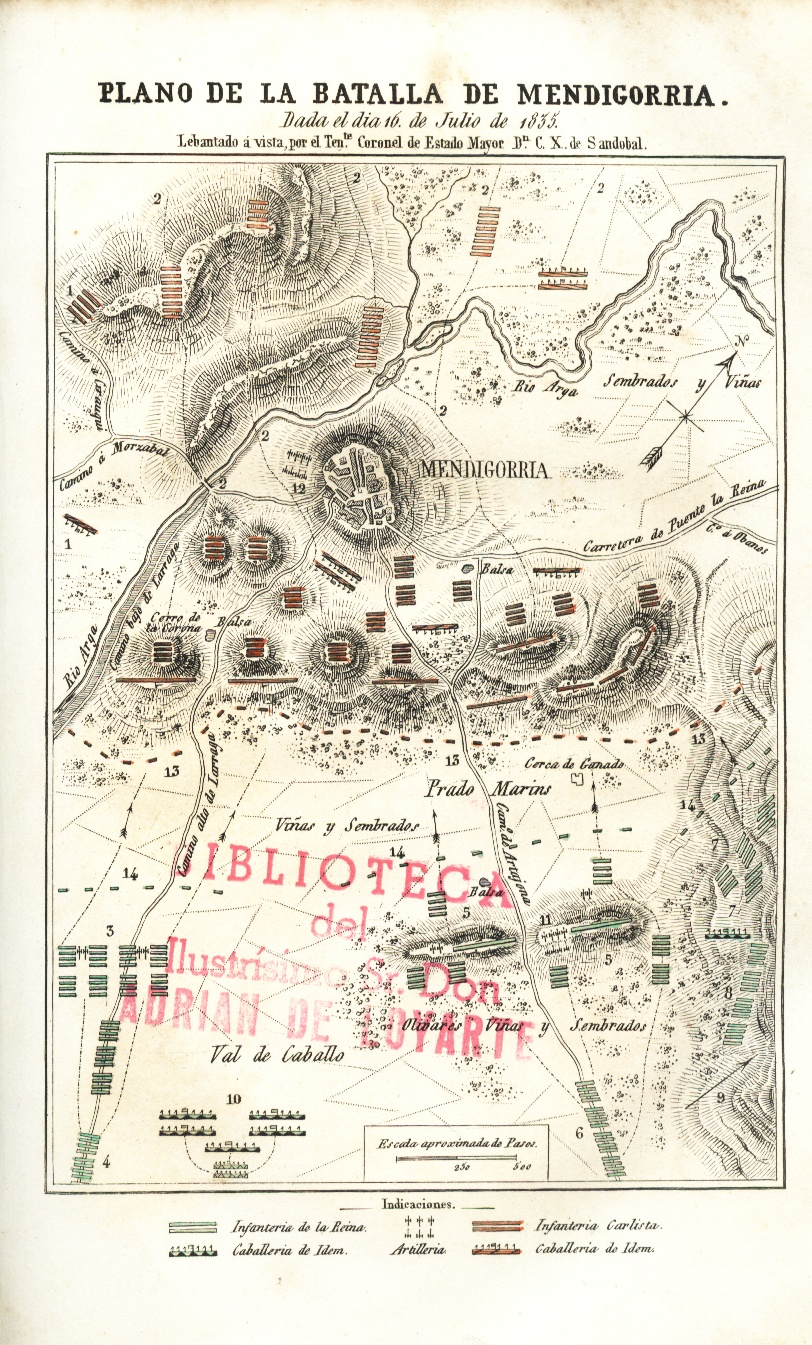
Plano de batalha de Mendigorría.